# Harry Beaumont
Pour les articles homonymes, voir Beaumont.

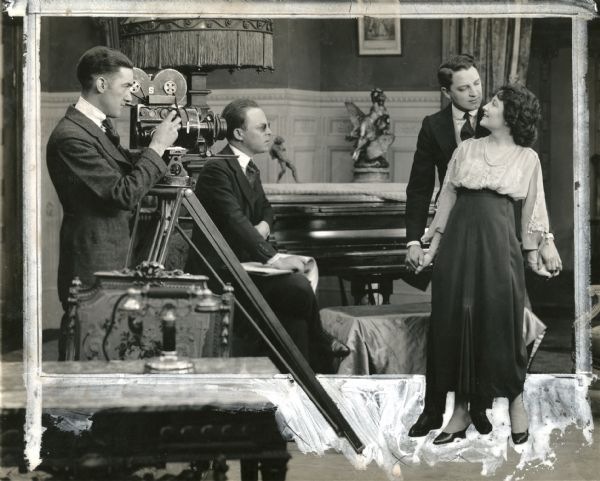
Beaumont (assis au centre) sur le tournage de
Filling His Own Shoes (1917).

Harry Beaumont est un acteur, producteur, réalisateur et scénariste américain, né le 10 février 1888 à Abilene, dans le Kansas, et mort le 22 décembre 1966 à Santa Monica, en Californie (États-Unis).

## Biographie
Harry Beaumont est marié à l'actrice Hazel Daly, avec laquelle il a deux filles, Anne et Geraldine.

## Filmographie

### Comme réalisateur
- 1914 : My Friend from India
- 1915 : The Call of the City
- 1915 : A Sprig of Shamrock
- 1915 : Her Happiness
- 1915 : The Land of Adventure
- 1916 : The White Alley (it)
- 1916 : Destiny (it)
- 1916 : The Roughneck (it)
- 1916 : Joyce's Strategy (it)
- 1916 : The Little Samaritan (it)
- 1916 : A Rose of Italy (it)
- 1916 : A Million for a Baby (it)
- 1916 : Twin Fates (it)
- 1916 : His Little Wife (it)
- 1916 : The Truant Soul (it)
- 1917 : The Rainbow Box
- 1917 : Son habit (en) (Skinner's Dress Suit)
- 1917 : Burning the Candle (it)
- 1917 : Son bluff (en) (Skinner's Bubble)
- 1917 : Filling His Own Shoes (it)
- 1917 : Local Color (it)
- 1917 : Son fils (Skinner's Baby)
- 1917 : The Long Green Trail (it)
- 1918 : Go West, Young Man
- 1918 : Thirty a Week (en)
- 1918 : Entre l'amour et l'amitié (Brown of Harvard)
- 1919 : Les Drames d'une expédition polaire (en)  (A Wild Goose Chase)
- 1919 : A Man and His Money (en)
- 1919 : The Little Rowdy
- 1919 : One of the Finest (en)
- 1919 : The City of Comrades (en)
- 1919 : La Fleur enchantée (Heartsease)
- 1919 : Lord and Lady Algy (en)
- 1919 : Toby's Bow (it)
- 1919 : Le Joyeux Lord Quex (The Gay Lord Quex)
- 1920 : Le boulanger n'a plus d'écus (Dollars and Sense)
- 1920 : Adieu, whisky ! (The Great Accident)
- 1920 : Going Some (en)
- 1920 : Au voleur ! (Stop Thief)
- 1920 : Officer 666 (en)
- 1922 : Fourteenth Lover (en)
- 1922 : Glass Houses (en)
- 1922 : Le Roman de Janette (The Ragged Heiress)
- 1922 : Very Truly Yours (en)
- 1922 : Seeing's Believing (en)
- 1922 : Lights of the Desert
- 1922 : They Like 'Em Rough (en)
- 1922 : Le Bébé de cinq dollars (en) (The Five Dollar Baby)
- 1922 : June Madness (en)
- 1922 : Love in the Dark
- 1923 : L'Escapade (Crinoline and Romance)
- 1923 : La Rue des vipères (Main Street)
- 1923 : The Gold Diggers
- 1923 : A Noise in Newboro (en)
- 1924 : Don't Doubt Your Husband (en)
- 1924 : Beau Brummel
- 1924 : La Seconde Jeunesse de M. Brunell (Babbitt)
- 1924 : The Lover of Camille (en)
- 1924 : A Lost Lady
- 1925 : Recompense (en)
- 1925 : His Majesty, Bunker Bean (it)
- 1925 : Rose of the World (en)
- 1926 : Fille d'Aphrodite (Sandy)
- 1926 : Womanpower
- 1927 : One Increasing Purpose
- 1928 : Holy Mackerel
- 1928 : Le Suprême Rendez-vous (Forbidden Hours)
- 1928 : Les Nouvelles Vierges (Our dancing daughters)
- 1929 : Le Martyr imaginaire (A Single Man)
- 1929 : Broadway Melody
- 1929 : Coureur (Speedway)
- 1930 : Great Day (inachevé)
- 1930 : Lord Byron of Broadway
- 1930 : Children of Pleasure
- 1930 : The Florodora Girl (A Story of the Gay Nineties)
- 1930 : Cœurs impatients (Our Blushing Brides)
- 1930 : Those Three French Girls
- 1931 : La Pente (Dance fools, danse)
- 1931 : La Pécheresse (Laughing sinners)
- 1931 : Le Grand Amour (The Great Lover)
- 1931 : West of Broadway
- 1932 : Ici New York (Are You Listening?)
- 1932 : Unashamed
- 1932 : Les Lèvres qui mentent (Faithless)
- 1933 : Mais une femme troubla la fête (When Ladies Meet)
- 1933 : Made on Broadway
- 1933 : Should Ladies Behave
- 1934 : Le Mystère du rapide (Murder in the Private Car)
- 1935 : Enchanted April
- 1936 : The Girl on the Front Page
- 1937 : When's Your Birthday?
- 1944 : Maisie Goes to Reno
- 1945 : Twice Blessed (en)
- 1946 : Up Goes Maisie (en)
- 1946 : Le Vantard (en) (The Show-Off)
- 1947 : Undercover Maisie
- 1948 : Alias a Gentleman

### Comme acteur
- 1911 : One Hundred Years Ago (en) de Gaston Mervale (it)
- 1911 : A Ticket in Tatts (en) de Gaston Mervale (en)
- 1911 : A Tale of the Australian Bush (en) de Gaston Mervale (en) : Gilbert
- 1912 : A Daughter of Australia (en) de Gaston Mervale (en)
- 1912 : How Patrick's Eyes Were Opened (it)
- 1912 : The Butler and the Maid (it)
- 1912 : Their Hero
- 1912 : How Father Accomplished His Work (it) de C. J. Williams
- 1912 : Apple Pies
- 1912 : An Intelligent Camera
- 1912 : How the Boys Fought the Indians
- 1912 : The Librarian
- 1912 : Uncle Mun and the Minister
- 1912 : A Queen for a Day
- 1912 : Linked Together
- 1912 : A Thrilling Rescue by Uncle Mun
- 1912 : The Third Thanksgiving
- 1912 : The Totville Eye, de C. J. Williams : Tom
- 1912 : Saving the Game
- 1912 : Annie Crawls Upstairs
- 1912 : No Place for a Minister's Son
- 1912 : An Old Fashioned Elopement
- 1912 : For Her
- 1913 : It Is Never Too Late to Mend
- 1913 : False to Their Trust
- 1913 : The Dance
- 1913 : Over the Back Fence
- 1913 : Confidence (film, 1913) (it) de Bannister Merwin
- 1913 : It Wasn't Poison After All
- 1913 : Mother's Lazy Boy
- 1913 : Bread on the Waters
- 1913 : The Elder Brother (it) de Bannister Merwin
- 1913 : The Two Merchants
- 1913 : Her Royal Highness (it)
- 1913 : Who Will Marry Mary?
- 1913 : Joyce of the North Woods
- 1913 : A Light on Troubled Waters
- 1913 : The Contents of the Suitcase
- 1913 : The Girl and the Outlaw
- 1913 : A Woodland Paradise
- 1913 : Elise, the Forester's Daughter
- 1913 : The Haunted Bedroom
- 1913 : The Mystery of the Dover Express
- 1914 : Who Goes There?
- 1914 : The Witness to the Will
- 1914 : The Active Life of Dolly of the Dailies
- 1914 : An American King
- 1914 : The Man of Destiny
- 1914 : A Princess of the Desert
- 1914 : The Mystery of the Silver Snare
- 1914 : Her Grandmother's Wedding Dress
- 1914 : The Mystery of the Faceless Tints
- 1914 : The Shattered Tree
- 1914 : The Birth of the Star Spangled Banner
- 1914 : Treasure Trove (it) d'Ashley Miller
- 1914 : An Absent-Minded Cupid (it) d'Ashley Miller
- 1914 : A Transplanted Prairie Flower d'Ashley Miller
- 1914 : The Heritage of Hamilton Cleek de Ben F. Wilson
- 1914 : His Chorus Girl Wife d'Ashley Miller
- 1915 : Young Mrs. Winthrop
- 1915 : Tracked by the Hounds
- 1915 : A Thorn Among Roses
- 1915 : In Spite of All : Jack Knickerbocker
- 1915 : The Stoning
- 1916 : The White Alley
- 1916 : The Roughneck de William S. Hart
- 1916 : The Discard de Lawrence C. Windom  : Keith Bourne
- 1916 : The Grouch
- 1916 : The Mutiny of the Bounty (en) de  Raymond Longford : Mr. Samuels
- 1916 : His Little Wife
- 1918 : The Woman Suffers de  Raymond Longford : Swagman

### Comme scénariste
- 1912 : A Daughter of Australia (en)
- 1917 : Burning the Candle (en)

### Comme producteur
- 1922 : Le Bébé de cinq dollars (en) (The Five Dollar Baby)
- 1922 : Love in the Dark
- 1930 : Curs impatients (Our Blushing Brides)

### Comme monteur
- 1923 : La Rue des vipères (Main Street)

## Récompenses et distinctions
- 1930: Nomination à l'Oscar du meilleur réalisateur pour The Broadway Melody, qui a reçu l'Oscar du meilleur film.